# Скорина (дворянский род)
Скори́на (также Ска́рины, Ска́риновы) - древний белорусский мещанский, шляхетский, боярский, казацко-старшинский и дворянский род Великого княжества Литовского известный с начала XV века, герба Селлява, Коллонтай, Свят, Друцк. Получили родовой герб Селлява в конце XVII века.
Род Скорина внесён в I и VI части дворянских родословных книг Витебской, Минской, Пензенской и Варшавской губерний.

## История рода
Род происходит от Грыдки Скорины - крупного купца из города Полоцка, откуда он продавал кожу, шкуру, меха и воск в Ригу в начале 1440-х годов. Потомки Грыдки были путно-панцирными боярами Истецкого войтовства. Из числа многочисленных членов семьи произошёл Винцентий Стефанович Скорина, конюший Речицкого повета, Минского воеводства, который, приняв в первом поколении за своего предка Ивана Скорину, вел от него род к себе и к ныне живущим. О том, что у Ивана Скорины было два сына, Фелициан и Юзеф, свидетельствует письмо короля Сигизмунда III, датированное не позднее 27 марта 1597 года. Во втором поколении Фелициан Иванович бездетен. У Юзефа Ивановича был сын Александр. Александр, унаследовавший имение Турек, был придворным, затем стал подстолием Речицким. Александр, в третьем поколении, имел трёх сыновей: Яна, Стефана Антония, Ежи; об этом свидетельствует привилегия короля Августа II, датированная 1699 годом 30 мая, о предоставлении должности городничего Речицкого повета Ежи Скорине.
В 1627 году Фёдор Скорина, был войтом города Киева.
В последующих поколениях многие Скорины получали от польских королей привилегии на различные товары и должности.
В 1697 году три представителя этой семьи, подписали в Варшаве от Минского воеводства избирательное право короля Августа II: Ежи мечник из Речицы, Миколай городничий Речицкий и Стефан Антони казак из казацкой старшины, Гетманщины, Черниговского полка, Запорожского войска.
Стефан Скорина, наместник и городской регент Речицкого повета, упоминается в записях, составленных около 1740 года. Ежи Скорина, посол от Речицкого повета, подписал избрание последнего короля Польши, Станислава Августа Понятовского, в Варшаве в 1764 году. Ещё одним представителем этой семьи, действовавшей в период Станислава, был Михал, земельный судья Речицы.
Более обширные и точные данные предоставляют старые архивные источники. Один из них - рассмотрение доказательств семьи Скориновых начала XIX века. Вот его фрагменты: "Год 1802 месяца ноябрь 24 числа. Перед Станиславом Ваньковичем, Минским губернским предводителям, кавалером ордена Святой Анны II степени, и депутатами Минской губернии, выбранными от районов Минской губернии, для приема и рассмотрения дворянских запросов, были представлены доказательства семьи Скориных, из которого следует, что эта семья, использующая герб Друцак (...), с древних времен обладающая драгоценностью дворянства, возникла в те далекие времена, когда честь благородного достоинства, за добродетельные заслуги перед отечеством или за рыцарские подвиги в защиту родины, была наградой и исходила от себя пролитием крови за непременный долг жизни. Это важное намерение о дворянском достоинстве в роду Скориных, которое было исполнено родом Скориных, продолжается и по сей день, сохраняя принцип родословной, когда предшественники этого дома, владели поместьями в Речицком повяте, имели все права и прерогативы как военных, так и гражданских должностей."
В 1802 году герольдия Минска признала Ежи, казначея Речицы, с его сыном Феликсом; Петра, конюшего Речицы; Киприана, также конюшего, с сыном Вавжинецом; Винсента со своими сыновьями Маурицием и Стефаном Скорина, как представителей «коренного и древнего польского дворянства», вводя их в I раздел книг дворян Минской губернии..

## Описание гербов
Герб Селлява
В червлёном поле, на середине лежащего буйволова рога стоит копьё остриём вверх. Щит увенчан дворянскими шлемом и короною со страусовыми перьями.
Герб Коллонтай
В червлёном поле фигура, имеющая вид буквы «Τ», составленная из трех треугольников, двух сверху вершинами вниз, и третьего, служащего основанием колонны. Щит увенчан дворянскими шлемом и короною со страусовыми перьями.
Герб Свят
В червлёном поле лазоревая держава с золотым крестом сверху. Щит увенчан дворянскими шлемом и короною с согнутой рукой, чрез которую проходит стрела от левой стороны к правой. Намет на щите червлёный, подложенный золотом.
Герб Друцк
В червлёном поле обращённый остриём вниз серебряный меч с золотым эфесом; по обеим сторонам которого четыре золотых полумесяца, по два с каждой стороны, обращённые рогами друг к другу. Щит увенчан княжеской короной и мантией.

## Известные представители
- Грыдко Скорина - полоцкий купец.
- Франциск Скорина - белорусский первопечатник, философ-гуманист, переводчик, и учёный-медик.
- Александр Скорина - придворный короля Сигизмунда III.
- Ежи Скорина - мечник Речицкого повета.
- Миколай Скорина -  городничий Речицы.
- Стефан Антони Скорина - казак из казацкой старшины, Черниговского полка.
- Ежи Скорина - казначей Речицы.
- Лукьян Скорина (1673 - 1733) - казацкий старшина.
- Олефир Скорина (1725 - ?) - отставной казацкий старшина, Черниговского полка (1788), имел 29 крепостных.
- Иван Олефирович Скорина (1765 -?) - коллежский регистратор (1790).
- Якуб Филип Скорина (1770 - 1826) - основатель фабрики по производству жерновов.
- Кристиан Валенти Скорина (1805-1851) - промышленник, работавший в индустрии мельничного оборудования.
- Юзеф Владислав Скорина (1806-1869) - капитан 1-го ранга.
- Цезарий Францишек Феликс Скорина (1840 - 1903) - польский промышленник, общественный деятель и благотворитель. Производитель фрезерных станков, а также паровых и водяных двигателей.
- Ян Скорина (1888 - 1961) - полковник саперов Войска Польского , кавалер ордена «Virtuti militari».
- Ежи Ян Скорина-Липски (1926 - 2010) - взводный офицер-курсант Национальных вооружённых сил и Армии Крайовой , участник Варшавского восстания , инженер, журналист, активист польских и ветеранских организаций.